# Nenad Turkalj
Nenad Turkalj (Zagreb, 19. prosinca 1923. – 23. rujna 2007.), hrvatski je muzikolog, glazbeni kritičar i urednik, dramaturg, operni redatelj.
1950-ih postaje glazbeni urednik na tadašnjem Radio Zagrebu, gdje ubrzo počinje raditi kao glazbeni kritičar. U svojoj karijeri bavio se opernom režijom i dramaturgijom, a jedno vrijeme je bio na vodećim funkcijama u Hrvatskom društvu skladatelja, Koncertnoj dvorani Vatroslava Lisinskog i na Muzičkom biennalu Zagreb. U svojim je kritikama gotovo uvijek nastojao zastupati stavove prosječnog posjetitelja koncerta i davati poticaj mlađoj populaciji.
Napisao je i nekoliko knjiga, a neke od najpoznatijih su; "Historija muzike", "Sto opera", "125 opera" i "Prema glazbi - zapisi o hrvatskim operama i skladateljima".

## Životopis
Nenad Turkalj rođen je 19. prosinca 1923. u Zagrebu, gdje je završio srednju glazbenu školu pri Muzičkoj akademiji, a među ostalima predavali su mu i Zlatko Grgošević (harmonija), Mladen Stahuljak (kontrapunkt) i Natko Devčić (glasovir). Od 1948. godine piše glazbene, filmske i kazališne kritike. Od 1950. godine kao glazbeni urednik radi na Radio Zagrebu, te kao glazbeni kritičar početkom 1950-ih objavljuje glazbene kritike u Narodnom listu, Vjesniku i Telegramu. 1951. godine povodom proslave 25. obljetnice Radio Zagreba, dobiva nagradu za inovacije u predstavljanju glazbenih emisija.
Početkom 1970-ih, Turkalj obnaša dužnost direktora Muzičkog biennala Zagreb. 1973. postaje programski direktor tek otvorene Koncertne dvorane "Vatroslava Lisinskog", gdje radi do 1982. godine kada odlazi u mirovinu. 1957. godine na Dubrovačkim ljetnim igrama radi kao šef pressa, a također radi i na Muzičkom biennalu Zagreb, te Jugoslavenskoj muzičkoj tribini u Opatiji. Od 1985. do 1987. godine glavni je i odgovorni urednik časopisa Muzička kultura, a od 1985. do 1989. dramaturg je Opere HNK Zagrebu. U dva je mandata od 1981. do 1983. godine predsjednik Hrvatskog društva skladatelja i glazbenih pisaca, te 1979. potpredsjednik Saveza organizacija kompozitora Jugoslavije.
U časopisima Izvor, Kolo, Mogućnosti, Cantus, Monde de la Musique, Le Théâtre de Monde i mnogim drugima, redovito objavljuje glazbene, kazališne i filmske kritike. Autor je i redatelj mnogih filmova, a na televiziji vodi emisije iz kulture. Također je autor knjiga koje su prodane u više od 40.000 primjeraka, a neke od njih su rasprodane poput "Mala historija muzike" (1957., 1960., 1963.), "100 opera" (1963., 1964.), "Historija muzike" (1980.) i "111 opera" (1987.). Napisao je više tekstova za kantate Ive Kirigina i Borisa Papandopula, te je autor je libreta za opere "Kentervilski duh" Borisa Papandopula, "Richard III" Igora Kuljerića i "Karolinu Suhodolsku" Miroslava Miletića. 1985. godine režira u zagrebačkoj Operi Verdijeva "Trubadura", koji je i danas na redovitu repertoaru, zatim 1991. "La Boheme" od Puccinia, te 1997. godine Verdijevu Aidu.

## Nagrade
- Reda Danice hrvatske s likom Marka Marulića
- Nagrada "Josip Andreis"
- Porina za životno djelo 2004.

## Vanjske poveznice
- Institut hrvatske glazbene industrije  Arhivirana inačica izvorne stranice od 15. svibnja 2009. (Wayback Machine) - Nenad Turkalj, životopis